# シュコツィアン洞窟群
シュコツィアン洞窟群（シュコツィアンどうくつぐん、スロベニア語 Škocjanske jame ; イタリア語: Grotte di San Canziano）は、スロベニア南部のクラス地方（Kras, カルスト地方）にある洞窟である。ここには、巨大な陥没ドリーネ（doline）や、深さ200m以上、長さ約6kmの地下川洞窟、滝などがある。この地方は「カルスト地形」研究史上、世界的に最も知られた場所で、カルストの語源にもなっている。ポストイナ鍾乳洞から南西33 kmに位置する。
1986年に、ユネスコの世界遺産に登録された。

## 洞窟内の景観
- レカ河

この大河はヴェリカ・ドリーネ（Velika dolina）で地下に潜入し、この洞窟から西北西に34kmにわたって地下を流れ、Monfalconeの近くで地表に現れ、ティマヴ河（Timavo River）の源流となり、2km流れてアドリア海に注いでいる。雨期、地表から160mの深さにあるヴェリカ・ドリーネの底から、レカ河が地下に流れ込んでいく様子は実に壮観である。
- 鍾乳石などがつくる特異な景観には、それぞれに合った名称が付けられている。
  - ルドルフ大聖堂 - 石灰段丘
  - 大広間
  - 沈黙の洞窟

## 生態系
シュコツィアン鍾乳洞は豊かな地下生態系を持つことでも知られ、氷河期の生き残りとされる動植物も多い。洞窟性の甲殻類、甲虫類を含む無脊椎動物および洞穴生活に特化したサンショウウオ、そしてヨーロッパユビナガコウモリなどが生息しており、1999年にラムサール条約登録地となった。

## 歴史と伝説
- シュコツィアン洞窟公園（Skocjan Caves Park, Škocjanske jame）

シュコツィアン洞窟群のある一帯は、考古学的な出土品も豊富で、一万年以上前からこの地に人が住んでいたことを物語っている。'Mušja Jama'で見つかった遺跡は、青銅器時代末期から鉄器時代にかけて、ギリシャの影響を受ける形で、洞窟に寺院が作られていたことを示している。
洞窟では3000年ほど前の遺物も発見されており、この地方はヨーロッパ、特に地中海世界の重要な巡礼地のひとつであったと考えられている。その地底奥深くへとぽっかり口をあけた景観は、死後の世界や先祖の霊魂との交流に結びつくものと考えられた。

## 登録基準
この世界遺産は世界遺産登録基準のうち、以下の条件を満たし、登録された（以下の基準は世界遺産センター公表の登録基準からの翻訳、引用である）。
- (7) ひときわすぐれた自然美及び美的な重要性をもつ最高の自然現象または地域を含むもの。
- (8) 地球の歴史上の主要な段階を示す顕著な見本であるもの。これには生物の記録、地形の発達における重要な地学的進行過程、重要な地形的特性、自然地理的特性などが含まれる。